# Miguel Ángel Amoedo
Miguel Ángel Amoedo, también conocido como Migue Amoedo (Sevilla, 1976) es un director de fotografía español. Empezó como director de fotografía el 2001 con cortometrajes y series de televisión Los simuladores (2006), y el 2007 debutó en el largometraje con la habitación de Fermat. El 2011 trabajó en la producción De tu ventana a la mía, con la que ganó el premio a la mejor fotografía al Festival de Cine de España de Toulouse y el premio ASECAN de 2013. Por su trabajo La Novia (2015) ganó el Goya a la mejor fotografía y el premio a la mejor fotografía del Círculo de Escritores Cinematográficos de 2015. También fue nominado a los Premios Platino.
Por su trabajo a La llamada el 2017 fue nominado nuevamente el premio a la mejor fotografía del Círculo de Escritores Cinematográficos de 2017

## Filmografía
- Los simuladores (2006)
- la habitación de Fermat (2007)
- Desparecida (2008)
- Plan América (2008)
- Cazadores de hombres (2008)
- Karabudjan (2010)
- La princesa de Éboli (miniserie, 2010)
- De tú ventana a la mía (2011)
- Hispania. La leyenda (2012)
- Gran Reserva (2013)
- 10.000 noches en ninguna parte (2013)
- Kamikaze (2014)
- La Novia (2015)
- El ministerio del tiempo (2016)
- La llamada (2017)
- El embarcadero (2019)
- Vis a vis (2019)
- La casa de papel (2017-2019)